# Fourmarierite
La fourmarierite (simbolo IMA: Fmr) è un minerale raro di uranio e piombo della classe dei minerali "ossidi e idrossidi"; la sua composizione chimica è Pb(UO2)O3(OH)4.

## Etimologia e storia
La fourmarierite è stata descritta per la prima volta da Henri Buttgenbach nel 1924.. Prende il nome da Paul Fourmarier, professore di geologia all'Università di Liegi in Belgio. Il campione tipo è conservato all'Università di Liegi (cataloghi nº 16871, 16872) e al Museo nazionale di storia naturale di Francia (catalogo nº 124-181) ed è stata inizialmente rinvenuta a Shinkolobwe (Katanga)

## Classificazione
Già nell'obsoleta, ma in parte ancora in uso, 8ª edizione della sistematica minerale secondo Strunz, la fourmarierite apparteneva alla classe minerale degli "ossidi e idrossidi" e lì alla sottoclasse di "idrossidi e idrati di uranile ([UO2]2+)", dove, insieme a curite, metavandendriesscheite, richetite, sayrite, spriggite e vandendriesscheite, forma il gruppo senza nome con il numero di sistema IV/H.07.
La 9ª edizione della sistematica minerale di Strunz, valida dal 2001 e utilizzata dall'IMA, classifica anche la fourmarierite nella classe "4.G Idrossidi di uranile". Tuttavia, questa è ulteriormente suddivisa in base all'eventuale presenza di cationi aggiuntivi e alla struttura cristallina, in modo che il minerale possa essere trovato nella suddivisione "4.GB Con cationi aggiuntivi (K, Ca, Ba, Pb, etc.); con principalmente poliedri pentagonali UO2(O,OH)5", dove è l'unico nel gruppo senza nome 4.GB.25.
Anche la sistematica dei minerali secondo Dana, che viene utilizzata principalmente nel mondo anglosassone, classifica la fourmarierite nella classe degli "ossidi e idrossidi" e lì nella sottoclasse degli "ossidi contenenti uranio e torio". Può essere trovato qui nella sottosezione "Ossidi contenenti uranio e torio con una carica cationica di 6+, contenenti Pb o Bi e alcuni acqua cristallina o gruppi idrossilati", dove forma, unico membro, il gruppo senza nome 05.09.02.

## Abito cristallino
La fourmarierite cristallizza nel sistema ortorombico nel gruppo spaziale Bb21m (gruppo nº 36, posizione 5) con i parametri del reticolo a = 13,99 Å, b = 16,40 Å e c = 14,29 Å così come 8 unità di formula per cella unitaria.

## Proprietà
A causa del suo contenuto di uranio fino al 64,53%, il minerale è altamente radioattivo. Tenendo conto della serie di decadimento naturale o dei prodotti di decadimento esistenti, l'attività specifica è data come 115,51 kBq/g (per confronto: il potassio naturale ha attività specifica 0,0312 kBq/g).

## Origine e giacitura
La fourmarierite si trova a Shinkolobwe (nel Katanga) associata a torbernite, kasolite e curite, oltre che in cristalli isolati, nella ganga.
A Kalongwe (Katanga) si trova associata a becquerelite, kasolite, cuprosklodowskite e vandenbrandeite.
La fourmarierite si forma come minerale secondario nell'uraninite. Forma paragenesi con uraninite, ianthinite, schoepite, becquerelite, billietite, dewindtite, fosfuranilite, vandendriesscheite, rutherfordine, torbernite, kasolite, curite e goethite.
Sono noti circa 50 siti di fourmarierite.
In Germania, il minerale si trova nel Baden-Württemberg, in Baviera e in Sassonia. In Austria è noto un sito vicino a Mitterberg zu Mühlbach nel distretto di St. Johann im Pongau nel Salisburghese. In Svizzera ci sono due siti, entrambi nel Canton Vallese.
Le restanti località sono suddivise tra Australia, Cina, Francia, Gabon, India, Canada, Repubblica Popolare Cinese, Norvegia, Polonia, Russia, Repubblica Ceca, Ungheria e Stati Uniti d'America.

## Forma in cui si presenta in natura
La fourmarierite sviluppa cristalli pseudoesagonali, tabulari, di dimensioni fino a circa due millimetri,. che vanno dal giallo al giallo dorato, dal rosso-arancio al rosso-dorato al rosso carminio o dal bruno-rossastro al marrone e con una brillantezza simile a un diamante sulle superfici.